# Gino Renni
Luigi Melieni (Cosenza, 7 de junio de 1943-Buenos Aires, 1 de agosto de 2021), conocido artísticamente como Gino Renni, fue un cantante, actor y humorista argentino de origen italiano.
De extensa trayectoria, tanto en cine como en televisión, comenzó su carrera durante los años 1960 como cantante en radio y en programas musicales de televisión como El Club del Clan  y Nino —grabando varios discos simples de corte humorístico o romántico y dos álbumes—. Por su trabajo como actor es reconocido por series como La tuerca, Mesa de Noticias, Operación Ja-Já y Brigada cola, entre otras, y películas como Brigada explosiva y Los bañeros más locos del mundo. A mediados de la década de 2000 debutó como conductor de radio, bajo el seudónimo de Dj Luigi en una emisora de FM con un programa dedicado a la música italiana. También incursionó brevemente en la política de su país de origen, al ser candidato a diputado por el Partito Democratico en 2013.

## Primeros años
Renni nació en Corigliano Calabro, Cosenza, región de Calabria (Italia), y llegó a la Argentina con su padre Francesco ("Cicillo") Melieni (1918-1980) y su madre Elena (1919-2019). La familia vivía sobre la calle Córdoba (entre Mario Bravo y Billinghurst) y su padre se dedicaba a la venta de frutas y verduras al por mayor en el Mercado de Abasto de Buenos Aires. Tenía una hermana, Ana María, que murió en 2014.

## Carrera
Debido a que su apellido le resultaba complicado, adoptó Renni como apellido artístico, y Gino como nombre —diminutivo de Luigi—. Debutó profesionalmente como cantante en la emisora Radio El Mundo el 8 de abril de 1961 en el programa Canta Italia con la voz de Gino Renni, influenciado después de ver una actuación del cantante Domenico Modugno en Argentina en 1959. Cantando «Vecchio frack» de Modugno llegó a compartir escenario con Aníbal Troilo y Cacho Tirao. Asimismo, apareció en el Canal 13 junto al presentador Héctor Coire. Posteriormente, viajó a México donde trabajó algunos meses como cantante. Integró el programa musical El Club del Clan (entre 1963 y 1964) y la telenovela Nino —interpretando al hermano del protagonista—, que resultó un éxito internacional y con la que actuó en Estados Unidos y en el Festival de Viña del Mar en 1973. Tras el éxito de Nino, debutó como actor cómico en la serie de televisión La tuerca, donde interpretó a «El Tigro» Giacomo Polenta, un gaucho italiano. Participó en la serie de televisión Aquí llegan los Manfredi, junto a actores como Enzo Viena y Mirta Busnelli.
Como actor también llegó al teatro. Renni calificó de «experiencia única» su participación en la obra tragicómica Aquí no paga nadie del dramaturgo italiano Dario Fo, actuando junto a Tino Pascali, Julio López y Beatriz Bonnet. Más tarde fue llamado por el director Alberto Ure para hacer una obra de William Shakespeare en el Teatro Municipal General San Martín.

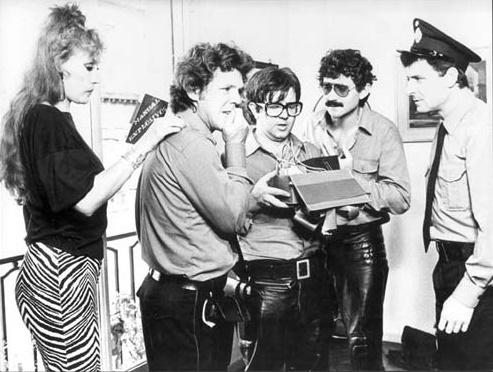
Renni (primero, de derecha a izquierda) en el filme Brigada explosiva.

En 1994, interpretó un rol como «villano» en Perla negra, una telenovela que para Renni «fue un desafío grande», donde trabajó bajo la dirección de Nicolás Del Boca. A través de la actriz Natalia Oreiro —con quien se encontraba grabando la telenovela Kachorra—, Renni fue contactado por Ricardo Mollo, líder de la banda Divididos, para que cantara una versión de «Ue paisano» de Nicola Paone —con Luigi Carniglia en el acordeón— como cierre de tres recitales de la banda.

## Muerte
Renni tuvo «dos o tres» parejas estables, pero nunca se casó ni tuvo hijos, cosa de la que se arrepintió en sus últimos años de vida.
Falleció el 1 de agosto del 2021, aproximadamente a las 7 a. m.. Estuvo internado en el Instituto Argentino del Diagnóstico y Tratamiento (IADT) desde el 6 de junio por Covid-19, a pesar de haber recibido previamente dos dosis de la vacuna Sinopharm.

## Filmografía
| - Operación Ja-Já (1967) - Nino (1971) - Mañana puedo morir (1979) - Aquí llegan los Manfredi (1981-1982) - Mesa de Noticias (1983) - Amándote (1988) - Amándote II (1990) - Atreverse (1990) - Romanzo (1990) - Brigada cola (1992-1993) - Peor es nada (1993) (Invitado en el especial Martín Fierrazo) - Perla negra (1994) - Zíngara (1996) - Cebollitas (1997-1998) - Muñeca brava (1998-1999) - Amor latino (2000) - Provócame (2001) - Kachorra (2002) - Poné a Francella (2002) (Invitado especial en el sketch Cuidado hospital) - Dr. Amor (2003) - Sin código (2004) - El Patrón de la Vereda (2005) - Sos mi vida (2006) - El hombre de tu vida (2011) - Cuando me sonreís (2011) - Proyecto aluvión (2011) - Esa mujer (2013) - Loco por vos (2016) - El primero de nosotros (2022) | - Villa Cariño está que arde (1968) - He nacido en la ribera (1972) - Rebeldía (1975) - Sola (1976) - Hay que parar la delantera (1977) - Te rompo el rating (1981) - Esto es vida (1982) - Brigada explosiva (1986) - Brigada explosiva contra los ninjas (1986) - Los bañeros más locos del mundo (1987) - Los matamonstruos en la mansión del terror (1987) - Los pilotos más locos del mundo (1988) - Bañeros II, la playa loca (1989) - Bandana: Vivir intentando (2003) - Erreway: 4 caminos (2004) - Bañeros 3: todopoderosos (2006) - Brigada explosiva: Misión pirata (2008) - Mi primera boda (2011) - El destino del Lukong (2011) - Muerte en Buenos Aires (2014) - Bañeros 5: lentos y cargosos (2018) |

## Discografía
- 1970: Carnavalucho/La tarantana (Simple) - ODEON POPS
- 1970: La Pampa´e grossa/Disculpe (Simple) - ODEON POPS
- 1973: ¡Que máquina!/Teresa ten piedad (Simple) - CBS
- 1973: Vete/Voy a inventar otro mundo (Simple) - CBS
- 1987: La conga menefreguista - ULTRA SOUND
- 2007: A tutti grazie - BMG ARGENTINA

## Política
En las elecciones legislativas italianas de 2013, se presentó como candidato a diputado por el Partito Democratico por la Circoscrizione Estero, Ripartizione America Meridionale (Circunscripción Exterior, Repartición América del Sur).